# 정의당 (아르헨티나)
정의당(스페인어: Partido Justicialista)은 아르헨티나의 페론주의 정당이다.

## 역사
1947년 후안 페론과 에바 페론이 노동당을 기반으로 정의당을 설립했다. 1956년 쿠데타로 후안 페론이 망명한 뒤부터 한동안 정의당의 이름으로 정치활동이 활동하는 것이 금지됐다. 70년대부터 정치활동이 가능하게 됐고, 1973년 후안 페론이 대통령 선거에 승리해 집권당이 되었다. 후안 페론 사망이후 이사벨 페론이 대통령직을 승계하면서 정의당의 당수가 됐다. 재정위기와 정치 폭력은 이사벨 페론 정부에 위기를 가져왔고, 1976년 쿠데타의 원인이 됐다. 이사벨 페론은 1985년까지 당수직을 역임하다가 사퇴했다. 군사 독재정권 종식 이후 치러진 1983년 대선에서 급진시민연합의 라울 알폰신 후보에 패배하였다. 1989년 대선에서 정의당의 우익 포퓰리스트인 카를로스 메넴이 당선됐다. 정의당은 메넴이 퇴임한 1999년까지 아르헨티나의 집권당이 되었다. 그러나 급진시민연합(UCR)과 FrePaSo(정의당에서 탈당한 중도좌파 세력)의 대결구도가 형성된 1999년 대선에서 정의당은 패배했다.
정의당은 2003년 대선을 앞두고 카를로스 메넴, 에두아르도 두알데의 지원을 받은 네스토르 키르치네르, 아돌포 로드리게스 사아가 이끄는 세 정파로 갈라졌다. 네스토르 키르치네르의 정의당내 하위정당 승리를 위한 전선이 2003년 대선에서 승리했다. 2005년 총선에서 페론당은 힐다 곤살레스 두알데(전 대통령 에두아르도 두알데의 아내)와 네스토르 키르치네르의 부인 크리스티나 페르난데스의 두 정파로 나뉘었다. 2005년 선거에서 크리스티나 페르난데스의 친 키르치네르 계열 선거연합인 승리를 위한 전선(Frente para la Victoria)이 승리하여 다수 세력이 되었다.
정의당은 상위정당이기 때문에 다른 두 개의 하위정당을 병합하고 있다, 하위정당들의 공통점은 친미 군사 독재정권 시대였던 국가개조과정 시대를 비판하며 사회민주주의를 지향한다는 것이다.

## 역대 선거 결과

### 대통령 선거
| 선거명                            | 후보                     | 1차 득표수 | 1차 득표율 | 2차 득표수 | 2차 득표율 | 당락 |
| --------------------------------- | ------------------------ | ---------- | ---------- | ---------- | ---------- | ---- |
| 1951년 아르헨티나 대통령 선거     | 후안 도밍고 페론         | 4,745,168  | 63.40%     |            |            | 당선 |
| 1958년 아르헨티나 대통령 선거     | 후보 없음(금지됨)        |            |            |            |            | 없음 |
| 1963년 아르헨티나 대통령 선거     | 후보 없음(금지됨)        |            |            |            |            | 없음 |
| 1973년 3월 아르헨티나 대통령 선거 | 엑토르 호세 캄포라       | 5,907,464  | 49.56%     |            |            | 당선 |
| 1973년 9월 아르헨티나 대통령 선거 | 후안 도밍고 페론         | 7,359,252  | 61.85%     |            |            | 당선 |
| 1983년 아르헨티나 대통령 선거     | 탈로 루더                | 5,944,402  | 40.16%     |            |            | 낙선 |
| 1989년 아르헨티나 대통령 선거     | 카를로스 메넴            | 7,953,301  | 47.49%     |            |            | 당선 |
| 1995년 아르헨티나 대통령 선거     | 카를로스 메넴            | 8,687,319  | 49.94%     |            |            | 당선 |
| 1999년 아르헨티나 대통령 선거     | 에두아르도 두할데        | 7,254,417  | 38.27%     |            |            | 낙선 |
| 2003년 아르헨티나 대통령 선거     | 카를로스 메넴            | 4,740,907  | 24.45%     | [ 18 ]     | 0%         | 낙선 |
| 2003년 아르헨티나 대통령 선거     | 네스토르 키르치네르      | 4,312,517  | 22.25%     | [ 18 ]     | 0%         | 당선 |
| 2003년 아르헨티나 대통령 선거     | 아돌포 로드리게스 사아   | 2,735,829  | 14.11%     |            |            | 낙선 |
| 2007년 아르헨티나 대통령 선거     | 크리스티나 페르난데스    | 8,651,066  | 45.29%     |            |            | 당선 |
| 2007년 아르헨티나 대통령 선거     | 알베르토 로드리게스 사아 | 1,458,955  | 7.64%      |            |            | 낙선 |
| 2011년 아르헨티나 대통령 선거     | 크리스티나 페르난데스    | 11,865,055 | 54.11%     |            |            | 당선 |
| 2015년 아르헨티나 대통령 선거     | 다니엘 시올리            | 9,338,490  | 37.08%     | 12,317,330 | 48.66%     | 낙선 |
| 2019년 아르헨티나 대통령 선거     | 알베르토 페르난데스      | 12,945,990 | 48.24%     |            |            | 당선 |

### 총선
| 년도 | 하원 득표수 | 하원 득표율 | 하원 의석 | 상원 득표수 | 상원 득표율 | 상원 의석 |
| ---- | ----------- | ----------- | --------- | ----------- | ----------- | --------- |
| 1948 | 1,457,972   | 59.54%      | 109 / 158 | -           | -           |           |
| 1951 | 4,545,168   | 63.50%      | 135 / 149 | -           | -           |           |
| 1954 | 4,977,586   | 62.96%      | 161 / 173 | -           | -           |           |
| 1958 | -           | 0%          | 0 / 187   | -           | -           |           |
| 1960 | -           | 0%          | 0 / 192   | -           | -           |           |
| 1962 | 1,592,446   | 17.53%      | 23 / 192  | -           | -           |           |
| 1963 | -           | 0%          | 16 / 192  | -           | -           |           |
| 1965 | 2,833,528   | 29.6%       | 52 / 192  | -           | -           |           |
| 1973 | 5,908,414   | 48.7%       | 144 / 243 | -           | -           |           |
| 1983 | 5,697,610   | 38.5%       | 111 / 254 | -           | -           |           |
| 1985 | 5,259,331   | 34.32%      | 101 / 254 | -           | -           |           |
| 1987 | 6,649,362   | 41.46%      | 108 / 254 | -           | -           |           |
| 1989 | 7,324,033   | 42.86%      | 126 / 254 | -           | -           |           |
| 1991 | 6,288,222   | 40.22%      | 116 / 257 | -           | -           |           |
| 1993 | 6,946,586   | 42.46%      | 127 / 257 | -           | -           |           |
| 1995 | 7,294,828   | 43.03%      | 131 / 257 | -           | -           |           |
| 1997 | 6,267,973   | 36.33%      | 118 / 257 | -           | -           |           |
| 1999 | 5,986,674   | 32.33%      | 101 / 257 | -           | -           |           |
| 2001 | 5,267,136   | 37.46%      | 121 / 257 | -           | 0%          | 40 / 72   |
| 2003 | 5,511,420   | 35.10%      | 129 / 257 | 1,852,456   | 40.7%       | 41 / 72   |
| 2005 | 6,883,925   | 40.50%      | 140 / 257 | 3,572,361   | 45.1%       | 45 / 72   |
| 2007 | 5,557,087   | 45.6%       | 162 / 257 | 1,048,187   | 45.6%       | 48 / 72   |
| 2009 | 5,941,184   | 30.3%       | 110 / 257 | 756,695     | 30.3%       | 34 / 72   |
| 2011 | 12,073,675  | 58.60%      | 130 / 257 | 5,470,241   | 54.6%       | 43 / 72   |
| 2013 | 12,702,809  | 55.39%      | 133 / 257 | 1,608,866   | 32.1%       | 40 / 72   |
| 2015 | 8,797,279   | 37.41%      | 95 / 257  | 2,336,037   | 32.7%       | 39 / 72   |
| 2017 | 9,518,813   | 39.0%       | 68 / 257  | 3,785,518   | 32.7%       | 36 / 72   |
| 2019 | 11,359,508  | 45.5%       | 122 / 257 | 2,609,017   | 46.30%      | 39 / 72   |
| 2021 | 7,801,865   | 33.57%      | 118 / 257 | 1,916,759   | 27.54%      | 35 / 72   |

## 같이 보기
- 페론주의
- 키르치네르주의
- 후안 페론